# Achim Pitz
Achim Pitz (* 12. März 1989 in Eupen) ist ein ehemaliger belgischer Rhönradturner und heutiger Rhönrad-Nationaltrainer Belgiens.

## Karriere als Sportler
Achim Pitz begann seine Sportliche Laufbahn mit dem „Mutter-Kind-Turnen“ und „Kindergartenturnen“ im Eupener Turnverein. Mit fünf Jahren absolvierte er als Geräteturner seine ersten Kinderwettkämpfe. Später wechselte er zum Rhönradturnen, wo er durch Freddy Brüll trainiert wurde.
Als aktiver Rhönradturner nahm Achim Pitz von 2005 bis 2018 an insgesamt acht Weltmeisterschaften teil: zweimal bei den Junioren und sechsmal bei den Senioren. Dabei wurde er später von seinem Bruder Eric Pitz trainiert, der ebenfalls ein erfolgreicher Rhönradturner war.
Seine größten Erfolge feierte Pitz, als er bei der Junioren-Weltmeisterschaft 2007 in Salzburg (AUT) Bronze im Mehrkampf gewann und in allen drei Einzelfinalen jeweils vierter wurde. Bei der Weltmeisterschaft 2011 in Arnsberg (GER) erreichte er das Finale im Gerade- und im Spiraleturnen und bei der WM 2018 in Magglingen (SUI) erneut im Spiraleturnen. Bei der Rhönrad-Weltmeisterschaft in Arnsberg (GER) erzielte Pitz 25,50 Punkten im Mehrkampf und hält damit bis heute den Belgischen Rekord im Senioren-Mehrkampf.
Im Jahr 2015 wurde Pitz bei Ostbelgiens Sportlergala zum Liebling der Öffentlichkeit gewählt. Im gleichen Jahr wurde er auch VDT Sportler des Jahres. Ein Jahr später wurde er für sein besonders vorbildliches Verhalten nach einer Kampfrichter-Fehlentscheidung bei der WM 2016 in Cincinnati (USA) mit dem „VDT Fair-Play Preis“ ausgezeichnet.

## Karriere als Trainer
Wie seine Laufbahn als Sportler begann auch seine Laufbahn als Trainer zuerst im Kunstturnen, als Pitz 2003 zunächst Hilfstrainer in seinem Heimatverein, dem Eupener Turnverein wurde. Ein Jahr später leitete er bereits seine eigenen Turngruppen. Progressiv engagierte sich Pitz mehr und mehr auch als Rhönradtrainer beim ETV, dem er bis heute treu geblieben ist. 2011 wurde er Trainer der Nachwuchsleistungsgruppe.
Seit September 2015 ist Pitz Nationaltrainer der Belgischen Rhönradturner und seit 2022 hauptberuflich Trainer im Ostbelgischen Rhönrad-Leitungszentrum. Darüber hinaus ist Pitz Referent in der „IRV Coaches Academy“ des Internationalen Rhönradturnverbandes.
Zu seinen größten Erfolgen als Trainer zählen zahlreiche Internationale Titel seiner Turnerinnen sowie 15 Weltmeisterschafts-Qualifikationen seiner Turnerinnen :
- WM 2016 in Cincinnati (USA) : Lara Patzer und Ellen Havenith
- WM 2018 in Baar (SUI) : Lara Patzer und Anna Crott
- WM 2020 in New-York (USA) : Lara Patzer und Paula Comouth (WM wurde coronabedingt abgesagt)
- WM 2022 in Sønderborg (DEN) : Lara Patzer (u. a. Finale Sprung), Mara Bartholemy (u. a. Finale Sprung), Franka Patzer und Neila Heinen
- WM 2024 in Almere (NED) : Lara Patzer, Mara Bartholemy, Franka Patzer, Laura Schmitz und Lena Theis.

Bei der Einzel Weltmeisterschaft 2024 qualifizierte die belgische Junioren-Mannschaft sich erstmals für die Team-Weltmeisterschaft 2025. Unter der Leitung von Achim Pitz und Lara Patzer belegte die Belgische Mannschaft bestehend aus Mara Bartholemy, Laura Schmitz, Wilhelm Uffelmann und Nela Knodt bei der Team Weltmeisterschaft 2025 in Leipzig den vierten Platz.
Sowohl im Jahr 2022 als auch 2023 und 2024 wurde seine Rhönradmannschaft von einer Gruppe Sportexperten und Sportjournalisten zu Ostbelgiens Mannschaft des Jahres gewählt. In den Jahren 2023 und 2024 wurde seine Turnerin Mara Bartholemy Nachwuchssportlerin des Jahres. Im Jahr 2025 wurde seine Turnerin Laura Schmitz Ostbelgiens Nachwuchssportlerin des Jahres.
Achim Pitz ist auch Trainer des Nachwuchstalents Maria Kaas (Jahrgang 2012), die bereits jetzt zu den besten Rhönradturnerinnen der Welt zählt.

## Privatleben
Aufgewachsen ist Pitz in Eupen, wo er auch heute noch wohnt. Nach seinem Abitur an der Pater-Damian-Sekundarschule Eupen studierte er Bauingenieurwesen an der Universität Lüttich, wo er 2012 diplomiert wurde. Anschließend absolvierte er ein Postmaster in General Management an der Vlerick Business School, wo er 2013 seinen Abschluss machte.